# In the Army Now (álbum)
In the Army Now es el décimo séptimo álbum de estudio de la banda británica de rock Status Quo, publicado en 1986 a través de Vertigo Records. Además, es la primera producción con el bajista John Edwards y con el baterista Jeff Rich, en reemplazo de Alan Lancaster y Pete Kircher respectivamente, quienes renunciaron a la banda a mediados de 1985.
El disco incluyó los covers «Speechless» del cantante inglés Ian Hunter e «In the Army Now», original del dúo holandés Bolland & Bolland. Además, las canciones «Rollin' Home» y «Red Sky» fueron escritas por el compositor galés John David, conocido por trabajar con Dave Edmunds, coproductor del álbum.

## Recepción comercial
Alcanzó el séptimo puesto en la lista británica al poco tiempo de su lanzamiento, donde en total sumó 23 semanas consecutivas dentro de ella. Adicional a ello, el 13 de octubre del mismo año la British Phonographic Industry lo certificó con disco de oro, luego de superar las 100 000 unidades vendidas en el Reino Unido.
En cuanto a su promoción, se lanzaron cuatro canciones como sencillos a lo largo de 1986. El primero de ellos fue «Rollin' Home» que obtuvo el noveno lugar en la lista de sencillos de su propio país, luego se publicó «Red Sky» que logró la décima novena posición en el mismo conteo y «Dreamin'» que alcanzó el lugar 15. Mención aparte es para «In the Army Now», que llegó hasta la segunda posición en los UK Singles Chart y que recibió disco de plata por la BPI, luego de vender más de 200 000 copias en el Reino Unido.

## Lista de canciones
| N.º | Título            | Escritor(es)               | Duración |  |
| 1.  | «Rollin' Home»    | John David                 | 4:25     |  |
| 2.  | «Calling»         | Rossi, Bernie Frost        | 4:03     |  |
| 3.  | «In Your Eyes»    | Rossi, Frost               | 5:07     |  |
| 4.  | «Save Me»         | Rossi, Parfitt             | 4:24     |  |
| 5.  | «In the Army Now» | Rob Bolland, Ferdi Bolland | 4:40     |  |
| 6.  | «Dreamin'»        | Rossi, Frost               | 2:54     |  |
| 7.  | «End of the Line» | Parfitt, Ricky Patrick     | 4:58     |  |
| 8.  | «Invitation»      | Rossi, Bob Young           | 3:15     |  |
| 9.  | «Red Sky»         | John David                 | 4:13     |  |
| 10. | «Speechless»      | Ian Hunter                 | 3:40     |  |
| 11. | «Overdose»        | Parfitt, Pip Williams      | 5:24     |  |

## Músicos
- Francis Rossi: voz y guitarra líder
- Rick Parfitt: voz y guitarra rítmica
- John Edwards: bajo
- Jeff Rich: batería
- Andy Bown: teclados